# Épagneul bleu de Picardie
De épagneul bleu de Picardie is een zogenaamde staande jachthond, afkomstig uit Picardië, Noord-Frankrijk. De hond stamt af van de vogelhond die reeds in de 14e eeuw beschreven werd en is nauw verwant aan de épagneul picard. Zelfs in Frankrijk is de bleu de Picardie relatief onbekend.

## Uiterlijk
De épagneul bleu de Picardie heeft een typische kleur; zwartgrijs (vaak gespikkeld) met zwarte platen. De vacht heeft lichte, blauwachtige schijn, waaraan de hond zijn naam dankt. Men gaat ervan uit dat deze kleur ingebracht is door kruisingen met de 'blue belton' Engelse setter en later de Gordon setter. De vacht is tevens vrij lang en iets golvend. Buiten het regelmatig borstelen heeft de vacht geen bijzondere verzorging nodig. De schouderhoogte van de épagneul bleu de Picardie ligt tussen 55-60 centimeter. Zijn gewicht ligt rond de 25 kilogram.

## Gebruik
De épagneul bleu de Picardie wordt vooral gebruikt als jacht- en werkhond. Het is een onvermoeibare hond met een groot uithoudingsvermogen. Net als de setters speurt hij het terrein vrij ruim en snel af. Ook in gevarieerd terrein met veel bosjes en struiken kan de hond goed uit de voeten. Door zijn stevige vacht heeft hij geen problemen met scherpe takjes en doornstruiken. De épagneul bleu de Picardie is tevens een erg goede waterhond. Het is geen specialist maar een veelzijdig ras dat gebruikt kan worden in diverse soorten terrein.

## Gedrag
De épagneul bleu de Picardie is een kalme, zelfverzekerde en evenwichtige hond. Het ras is ideaal voor mensen die weinig ervaring hebben met het africhten van (jacht)honden. De hond is rustig en heeft een grote 'will to please'. In gezelschap van kinderen is de hond erg lief en vriendelijk. Hierdoor is de bleu de Picardie ook als gezelschapshond te gebruiken, mits de hond voldoende beweging krijgt.